# وادي دلبان
وادي دلبان وادي أردني يقع بين بلدة  بيت يافا وكفركيفيا في شمال الأردن ، تبلغ مساحته قرابة 10كلم مربع يضم مشاتل برية لنبات الشومر.